# Districtul Sedrata
Sedrata este un district din provincia Souk Ahras, Algeria.